# 広島県道164号広島海田線
広島県道164号広島海田線（ひろしまけんどう164ごう ひろしまかいたせん）は、広島県広島市中区から安芸郡海田町に至る一般県道である。

## 概要
広島市中区紙屋町1丁目から安芸郡海田町大正町に至る。
紙屋町交差点から荒神三差路までは、道路上を広島電鉄本線が走っている。荒神交差点から大正交差点までは、JR西日本山陽本線および呉線に並行している。またその区間は、別名大州街道とも呼ばれる。
新広島バイパス開通以前は国道2号であった事から、旧2号線とも呼ばれる。

### 路線データ
- 起点：広島県広島市中区紙屋町1丁目（紙屋町交差点、国道54号交点）
- 終点：広島県安芸郡海田町大正町（大正交差点、国道2号交点、国道31号起点）
- 総延長：約8.2 km

## 路線状況

### 通称
- 相生通り（広島市中区・紙屋町交差点 - 広島市南区・稲荷町交差点）
- あけぼの通り（広島市南区・稲荷町交差点 - 広島市南区・荒神交差点）
- 大州通り（広島市南区・荒神交差点 - 安芸郡府中町・新大州橋西詰交差点）

### 重複区間
- 広島県道37号広島三次線（広島市南区的場町1丁目・的場交差点 - 広島市南区猿猴橋町・荒神三差路交差点）

### 道路施設

#### 橋梁
- 稲荷大橋（京橋川、広島市中区 - 広島市南区）
- 荒神橋（猿猴川、広島市南区、広島県道37号広島三次線重複区間内）
- 新大州橋（府中大川、広島市南区 - 安芸郡府中町）
- 明神橋（瀬野川、安芸郡海田町）

## 地理

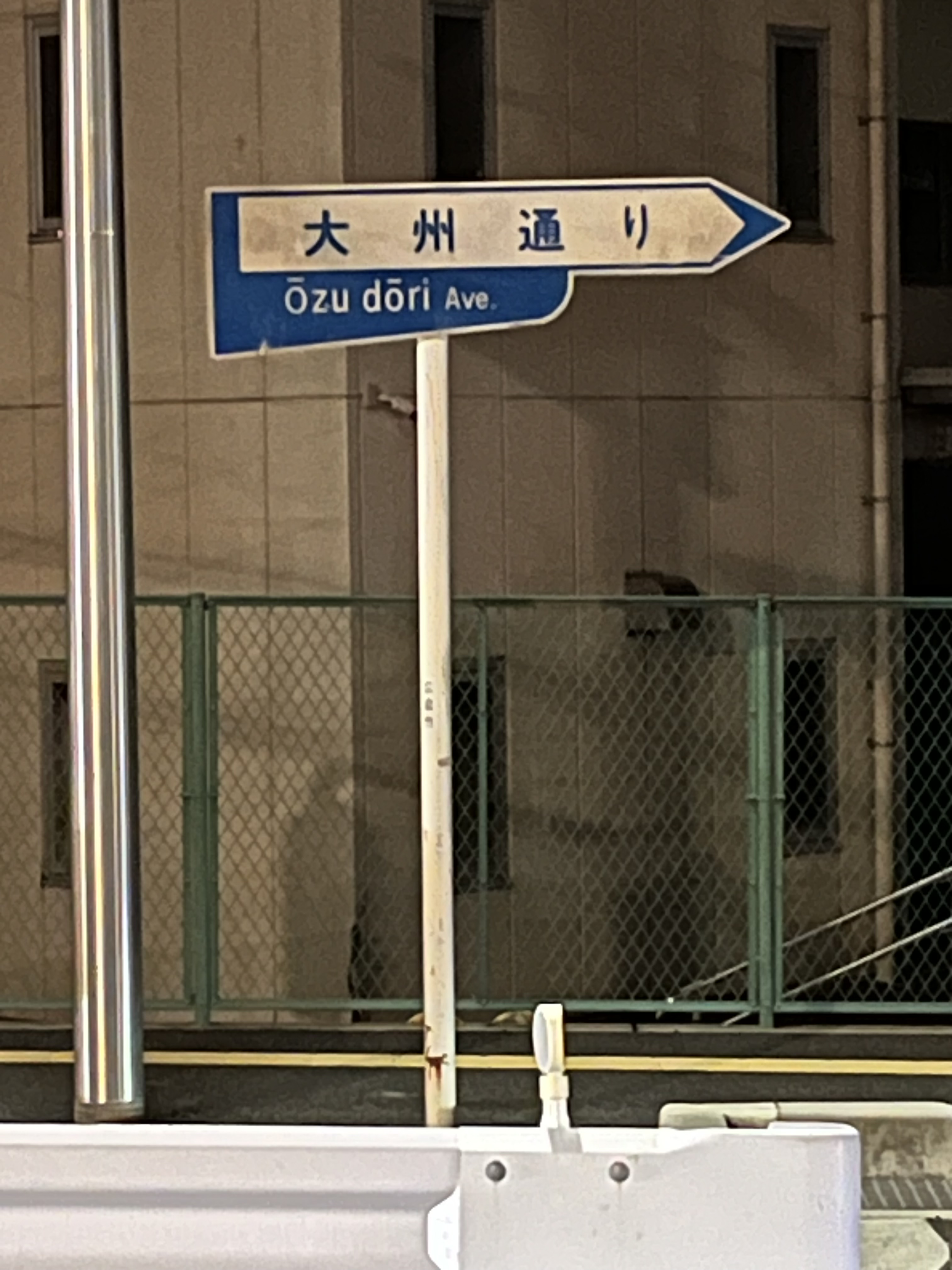
大州通りを示す看板。
（2023年5月）

### 通過する自治体
- 広島市（中区 - 南区）
- 安芸郡府中町
- 広島市（南区 - 安芸区）
- 安芸郡海田町

### 交差する道路
| 交差する道路                                          | 市町村名 | 市町村名 | 交差する場所 | 交差する場所               |
| ----------------------------------------------------- | -------- | -------- | ------------ | -------------------------- |
| 国道54号 国道183号 重複 国道191号 重複 国道261号 重複 | 広島市   | 中区     | 紙屋町1丁目  | 紙屋町交差点 / 起点        |
| 広島県道37号広島三次線 重複区間起点                   | 広島市   | 南区     | 的場町1丁目  | 的場交差点                 |
| 広島県道37号広島三次線 重複区間終点                   | 広島市   | 南区     | 猿猴橋町     | 荒神三差路交差点           |
| 広島高速2号線                                         | 広島市   | 南区     | 大州4丁目    | 09-226 / 09-227 大州出入口 |
| 広島県道272号上宮町新地線                             | 安芸郡   | 府中町   | 茂陰2丁目    | 府中町新地交差点           |
| 広島県道198号向洋停車場線                             | 安芸郡   | 府中町   | 青崎南       |                            |
| 広島県道187号浜田仁保線                               | 広島市   | 南区     | 青崎1丁目    | 仁保橋東詰交差点           |
| 広島県道274号瀬野船越線                               | 広島市   | 安芸区   | 船越南1丁目  | 入川交差点                 |
| 国道2号 国道31号                                      | 安芸郡   | 海田町   | 大正町       | 大正交差点 / 終点          |

### 沿線
- JR西日本山陽本線・芸備線・可部線・山陽新幹線 広島駅
- 広島市立荒神町小学校
- MAZDA Zoom-Zoom スタジアム広島
- JR西日本山陽本線
  - 向洋駅 - 天神川駅
- 広島市立大州中学校
- 広島市立大州小学校
- マツダ病院
- マツダ本社および工場
- 広島市立青崎小学校
- 広島市立船越小学校
- 安芸区役所
- 安芸区民文化センター・総合福祉センター
- 広島市立安芸区図書館
- JR西日本山陽本線・呉線 海田市駅